# Memorijalni turnir Ivan Parčetić
Memorijalni turnir Ivan Parčetić bio je međunarodni šahovski turnir koji se održavao u Somboru. Ime je nosio po Ivanu Parčetiću.
Turnir je bio poznat u međunarodnim šahovskim krugovima. Održavao se od 1964. do 1980. godine u organizaciji Somborskog šahovskog kluba. Na ovom su turniru nastupili brojni mladi šahisti koji su poslije postali poznati velemajstori: Aleksandar Beljavski, Robert Hübner, Vlastimil Hort, Jan Timman, Vlastimil Jansa, Behnke, Boris Guljko, Predrag Nikolić i drugi.